# Фернан до По
Фернáн до По (порт. Fernão do Pó; 1472), також відомий як Фернáнду Пу (порт. Fernando Poo) — португальський мореплавець XV століття, дослідник західноафриканського узбережжя. Вважається першовідкривачем кількох островів у Гвінейській затоці, зокрема острова Біоко (близько 1472 р.) в Екваторіальній Гвінеї, який до 1973 носив ім'я Фернандо-По. Його ім'я також було дано кільком іншим місцям у сусідньому Камеруні, а також селу Фернандо-По в Португалії і селу Фернандо-По в Сьєрра-Леоне.

## Біографія
Про життя Фернандо до По відомо небагато. Він був одним із мореплавців, які працювали на Фернана Гоміша да Міна, купця з Лісабона, якому  королем Португалії було надано монополію на торгівлю в частині Гвінейської затоки. Разом з іншими португальськими мореплавцями, найнятими Фернаном Гомішем — Жуаном де Сантарен, Педро Ешкобаром, Лопу Гонсалвішем та Педру де Сінтра, Фернан до По був серед ряду мореплавців, які досліджували Гвінейську затоку в цей період від імені короля Португалії Афонсу V.
Фернандо По вважається першим європейським дослідником, який досліджував південно-західне узбережжя Африки.

## Увічнення
Його ім'ям названо кілька населених пунктів у Португалії, Камеруні та Сьєрра-Леоне.
Від назви острова його імені походить назва народності фернандино та діалекту фернандо-по.
Гора на відкритому їм острові згадується у віршованій казці «Айболіт» (1929) Корнея Чуковського.
У 2014—2015 роках Екваторіальна Гвінея випустила пам'ятні монети номіналом 1000 франків КФА із золота та срібла, присвячені Фернану до По.